# Frigyes Turán
Frigyes "Friciék" Turán (ur. 10 stycznia 1974 w Budapeszcie) – węgierski kierowca rajdowy.

## Kariera
Turán, regularny uczestnik Rajdowych Mistrzostw Węgier, zadebiutował w cyklu WRC podczas Rajdu Portugalii 2010, prowadząc Peugeota 307 WRC. Zajął wtedy 23. miejsce w klasyfikacji generalnej. W Rajdzie Bułgarii zdobył swoje pierwsze punkty za ósme miejsce. Z Rajdu Francji odpadł na 9 OSie. W Rajdzie Hiszpanii wystartował Fordem Focusem RS WRC 08. Po drugim dniu rajdu był siódmy, ale na pierwszym OSie trzeciego dnia miał wypadek i wycofał się z rajdu.

## Starty w WRC
| Sezon | Zespół                    | Samochód                             | 1       | 2      | 3          | 4      | 5             | 6         | 7  | 8         | 9      | 10        | 11      | 12        | 13              | 14 | 15 | 16 | Punkty | Miejsce |
| ----- | ------------------------- | ------------------------------------ | ------- | ------ | ---------- | ------ | ------------- | --------- | -- | --------- | ------ | --------- | ------- | --------- | --------------- | -- | -- | -- | ------ | ------- |
| 2010  | Synergon Turán Motorsport | Peugeot 307 WRC Ford Focus RS WRC 08 | Szwecja | Meksyk | Jordania   | Turcja | Nowa Zelandia | 23        | 8  | Finlandia | Niemcy | Japonia   | NU      | NU        | Wielka Brytania |    |    |    | 4      | 16      |
| 2011  | Turán Motorsport          | Ford Fiesta S2000                    | Szwecja | Meksyk | Portugalia | NU     | 24            | Argentyna | 13 | 17        | 19     | Australia | Francja | Hiszpania | Wielka Brytania |    |    |    | 0      | –       |